# Christian Bjelland
Christian Bjelland, född 30 maj 1858 och död 9 maj 1927, var en norsk industriman.
Bjelland grundade 1882 konservfirman Chr. Bjelland & co. som från en ganska blygsam produktion utvecklades till ett storindustriellt företag. Bjelland är den norska konservindustrins skapare.